# Goldshöfe (stacja kolejowa)
Goldshöfe (niem: Bahnhof Goldshöfe) – stacja kolejowa w Goldshöfe, dzielnicy Aalen, w regionie Badenia-Wirtembergia, w Niemczech. Jest stacją węzłową na liniach Goldshöfe–Crailsheim (Obere Jagstbahn) i Aalen–Donauwörth (Riesbahn).
Według klasyfikacji Deutsche Bahn ma kategorię 6.

## Linie kolejowe
- Obere Jagstbahn
- Riesbahn

## Połączenia
| Linia | Trasa                                                            | Takt                                     |
| ----- | ---------------------------------------------------------------- | ---------------------------------------- |
| RE    | Ulm – Aalen – Goldshöfe – Ellwangen (– Crailsheim)               | Godzinny                                 |
| RB    | Aalen – Goldshöfe – Nördlingen – Donauwörth                      | Godzinny Pon–Piąt, dwugodzinny w weekend |
| RB    | Aalen – Goldshöfe – Ellwangen (– Crailsheim)                     | pojedyncze pociągi Pon–Piąt              |
| RB    | Aalen – Goldshöfe – Nördlingen – Donauwörth – Augsburg – München | jedna para dziennie                      |